# Two Harbors
Two Harbors és una ciutat i seu del Comtat de Lake (Minnesota) dels Estats Units d'Amèrica.

## Demografia
Segons el cens dels Estats Units del 2000 Two Harbors tenia 3.613 habitants., 1.523 habitatges, i 953 famílies. La densitat de població era de 433,2 habitants per km².
Dels 1.523 habitatges en un 29,7% hi vivien nens de menys de 18 anys, en un 48,9% hi vivien parelles casades, en un 10,4% dones solteres, i en un 37,4% no eren unitats familiars. En el 32% dels habitatges hi vivien persones soles el 16% de les quals corresponia a persones de 65 anys o més que vivien soles. El nombre mitjà de persones vivint en cada habitatge era de 2,27 i el nombre mitjà de persones que vivien en cada família era de 2,86.
Per edats la població es repartia de la següent manera: un 23% tenia menys de 18 anys, un 8,1% entre 18 i 24, un 24,8% entre 25 i 44, un 22,5% de 45 a 60 i un 21,6% 65 anys o més.
L'edat mediana era de 41 anys. Per cada 100 dones de 18 o més anys hi havia 83 homes.
La renda mediana per habitatge era de 37.708 $ i la renda mediana per família de 47.113 $. Els homes tenien una renda mediana de 39.712 $ mentre que les dones 29.076 $. La renda per capita de la població era de 19.793 $. Entorn del 7,2% de les famílies i el 9,5% de la població estaven per davall del llindar de pobresa.

## Poblacions properes
El següent diagrama mostra les poblacions més properes.